# The L Word
The L Word è una serie televisiva creata da Ilene Chaiken e trasmessa dal 2004 al 2009 su Showtime.
La serie è ambientata principalmente a Los Angeles, nel quartiere di West Hollywood. Nella realtà, per motivi tecnici, la maggior parte delle scene sia in interni che in esterni sono state girate a Vancouver in Canada.
Produttori esecutivi del telefilm sono Ilene Chaiken (Barb Wire, Willy, il principe di Bel-Air), Steve Golin (Essere John Malkovich, Se mi lasci ti cancello) e Larry Kennar (La bottega del barbiere). Scrittrici insieme alla Chaiken: Guinevere Turner (Go Fish, American Psycho), Cherien Dabis (Amreeka), e Rose Troche (Go Fish, Six Feet Under).
In Italia la serie è stata trasmessa dal canale satellitare Jimmy con le prime quattro stagioni e da LA7 e La7d con la quinta e sesta stagione.
L'11 luglio 2017 Showtime ha confermato la produzione di una serie sequel, che vede il ritorno di alcune protagoniste tra cui Jennifer Beals (Bette), Kate Moennig (Shane) e Leisha Hailey (Alice). La nuova serie, intitolata The L Word: Generation Q, ha debuttato nel dicembre 2019.

## Titolo
Il nome in codice del progetto era Earthlings, un raro termine usato nello slang per indicare le donne omosessuali.
L'uso contemporaneo del modo di dire "the L word" (in italiano "la parola che inizia con la L") per indicare una donna lesbica risale almeno al 1981, come testimonia lo spettacolo My Blue Heaven di Jane Chambers, in cui un personaggio balbetta: «Sei davvero ... the L-word? Signore Dio, non ne ho mai incontrata una prima.».
Storicamente la frase "the L word" può essere trovata all'interno di una lettera scritta da Daphne du Maurier a Ellen Doubleday: «Per Dio e per Cristo, se qualcuno dovesse chiamare l'amore con quella parola poco attraente che inizia per 'L', mi strapperei le budella di fuori» (Daphne du Maurier, autrice di Rebecca, la prima moglie e di altre opere, era profondamente combattuta dalla sua attrazione e passione non corrisposta per la Doubleday, come sarebbe stata successivamente anche nella sua relazione con Gertrude Lawrence).
I titoli di tutte le puntate iniziano con la lettera "L", ad eccezione dell'episodio pilota.

## Trama
Le vicende corrono intorno a un gruppo di donne, lesbiche e non, tutte con storie e caratteristiche diverse l'una dall'altra. All'interno del cast originario, ad esempio, troviamo la "femmina alfa" Bette (Jennifer Beals), la compagna fedele Tina (Laurel Holloman), la sciupafemmine Shane (Katherine Moennig), l'eterosessuale che scopre la propria omosessualità in età adulta: Jennifer "Jenny" Schecter (Mia Kirshner), la sportiva professionista che ha paura di rivelarsi, Dana (Erin Daniels) e la giornalista bisessuale Alice (Leisha Hailey).
Il telefilm è un vero misto di storie che si intrecciano tra di loro; racconta in maniera chiara un punto di vista sull'universo omosessuale al femminile: dalla convivenza all'inseminazione artificiale, dalla dichiarazione della propria omosessualità (coming out) alle relazioni familiari.

## Episodi
| Stagione         | Episodi | Prima TV originale | Prima TV Italia |
| ---------------- | ------- | ------------------ | --------------- |
| Prima stagione   | 13      | 2004               | 2004-2005       |
| Seconda stagione | 13      | 2005               | 2005            |
| Terza stagione   | 12      | 2006               | 2006            |
| Quarta stagione  | 12      | 2007               | 2009            |
| Quinta stagione  | 12      | 2008               | 2010            |
| Sesta stagione   | 8       | 2009               | 2012            |

## Personaggi e interpreti
- Bette Porter (stagioni 1-6), interpretata da Jennifer Beals, doppiata da Cristina Boraschi (stagione 1) e da Emanuela Rossi (stagioni 2-6).
- Dana Fairbanks (stagioni 1-3; guest stagione 4), interpretata da Erin Daniels, doppiata da Tiziana Avarista.
- Alice Pieszecki (stagioni 1-6), interpretata da Leisha Hailey, doppiata da Claudia Pittelli (stagioni 1-2) e da Laura Latini (stagioni 3-6).
- Tina Kennard (stagioni 1-6), interpretata da Laurel Holloman, doppiata da Eleonora De Angelis.
- Jenny Schecter (stagioni 1-6), interpretata da Mia Kirshner, doppiata da Rossella Acerbo.
- Marina Ferrer (stagione 1; guest stagioni 4,6), interpretata da Karina Lombard, doppiata da Francesca Fiorentini.
- Tim Haspel (stagione 1; guest stagioni 2-3,6), interpretato da Eric Mabius, doppiato da Fabrizio Manfredi.
- Shane McCutcheon (stagioni 1-6), interpretata da Katherine Moennig, doppiata da Laura Lenghi.
- Kate "Kit" Porter (stagioni 1-6), interpretata da Pam Grier, doppiata da Isabella Pasanisi.
- Carmen de la Pica Morales (stagioni 2-3, guest stagione 6), interpretata da Sarah Shahi, doppiata da Federica De Bortoli.
- Mark Wayland (stagione 2), interpretato da Eric Lively, doppiato da Roberto Gammino.
- Helena Peabody (stagioni 2-6), interpretata da Rachel Shelley, doppiata da Claudia Razzi.
- Angus Partridge (stagioni 3-4; guest stagione 6), interpretato da Dallas Roberts.
- Moira/Max Sweeney (stagioni 3-6), interpretata da Daniel Sea, doppiata da Barbara De Bortoli.
- Eva "Papi" Torres (stagione 4; guest stagione 6), interpretata da Janina Gavankar.
- Jodi Lerner (stagioni 4-6), interpretata da Marlee Matlin.
- Tasha Williams (stagioni 4-6), interpretata da Rose Rollins.
- Peggy Peabody (stagioni 1-6) interpretata da Holland Taylor, doppiata da Rita Savagnone.

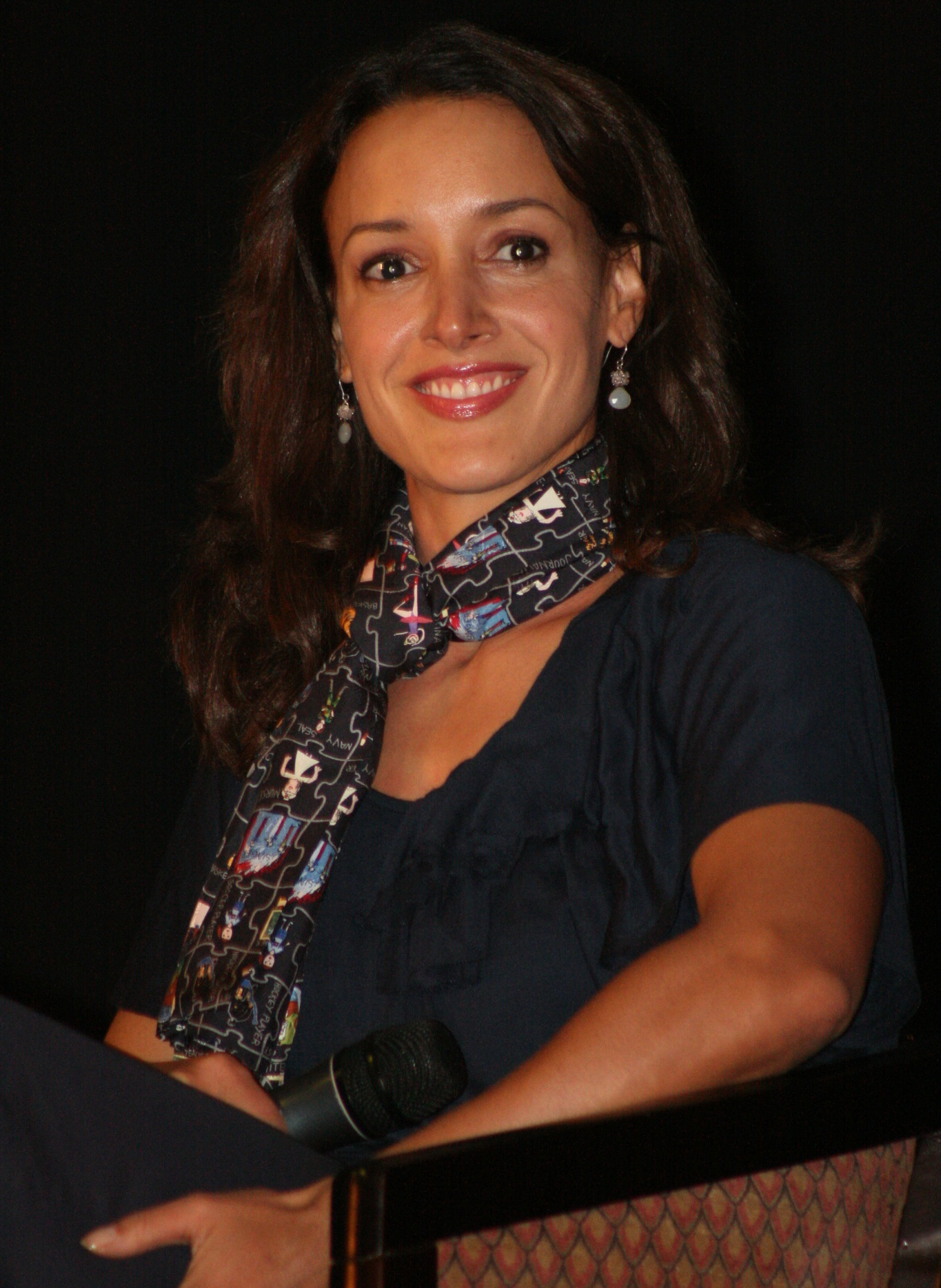
Jennifer Beals interpreta Bette Porter
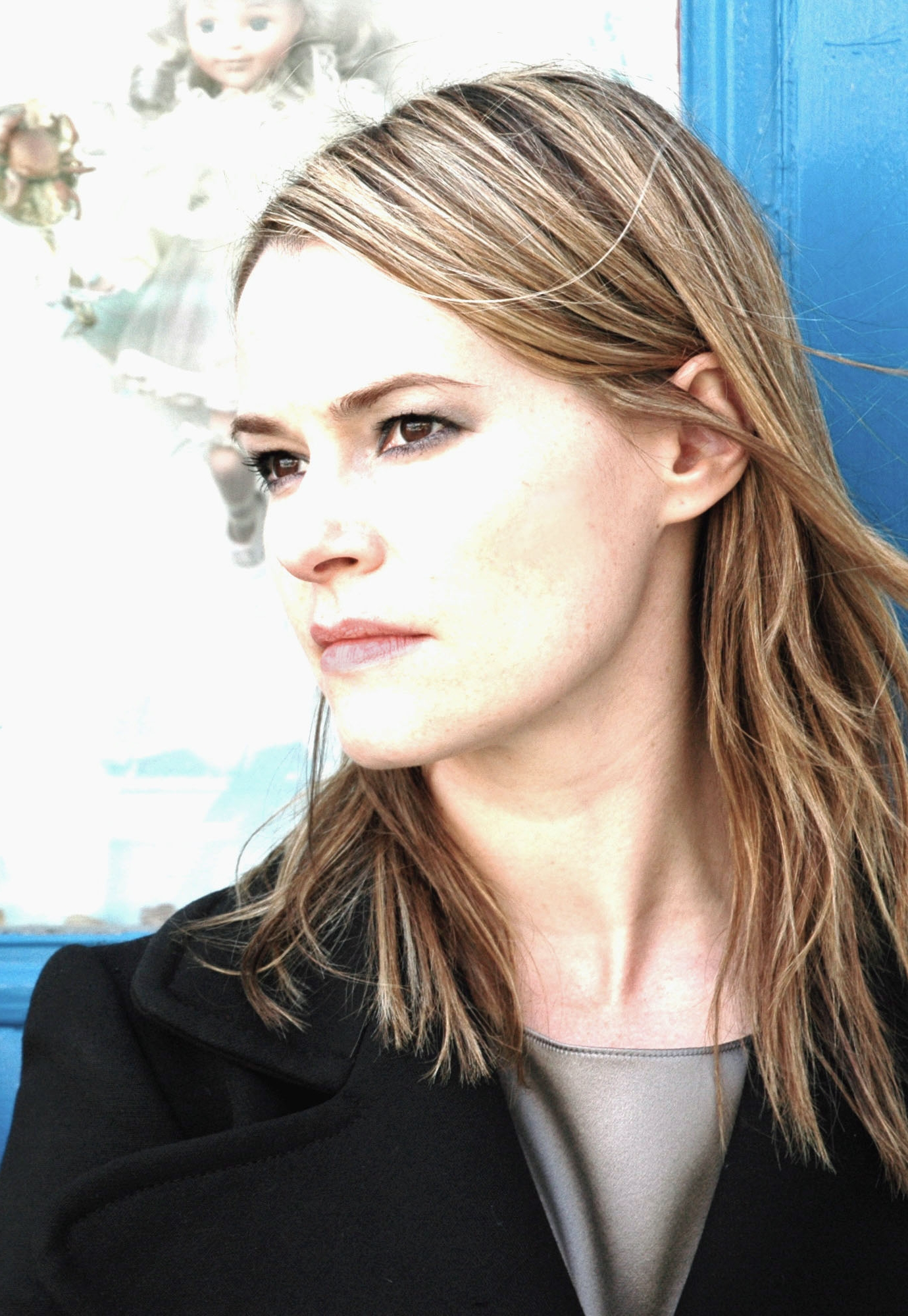
Leisha Hailey interpreta Alice Pieszecki
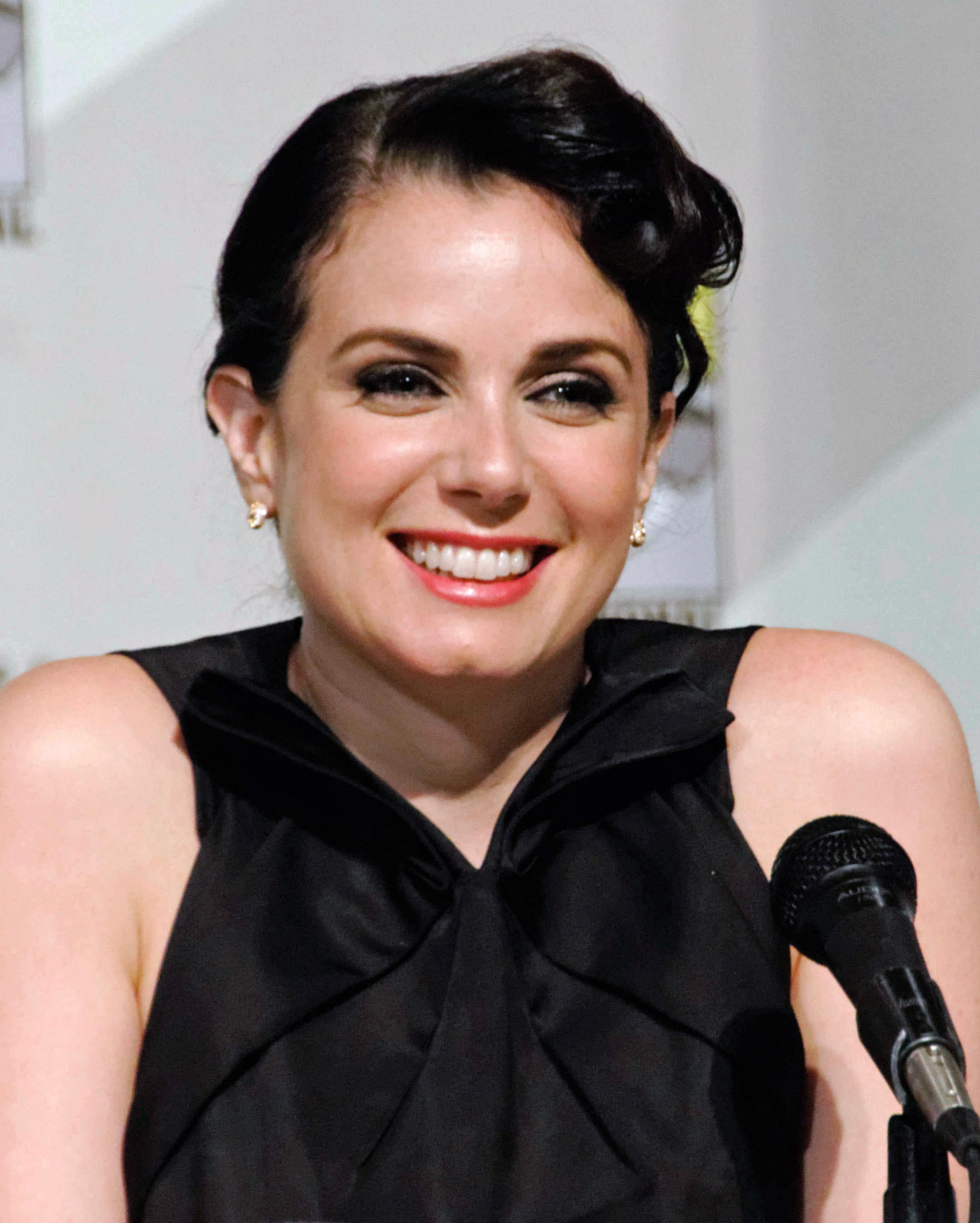
Mia Kirshner interpreta Jenny Schecter
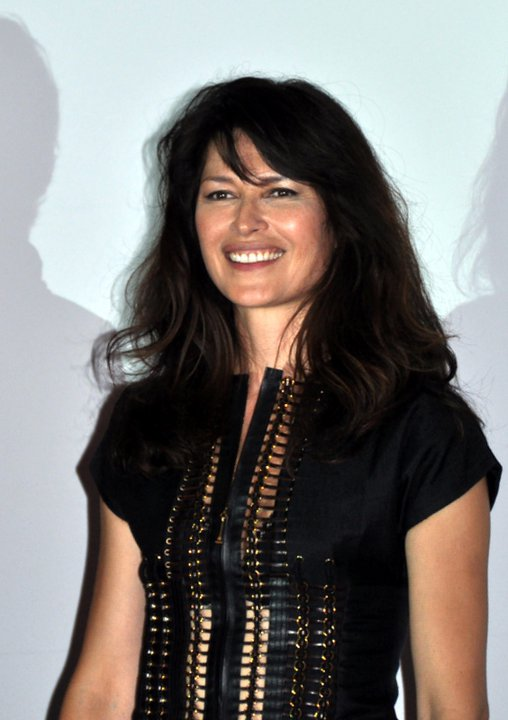
Karina Lombard interpreta Marina Ferrer
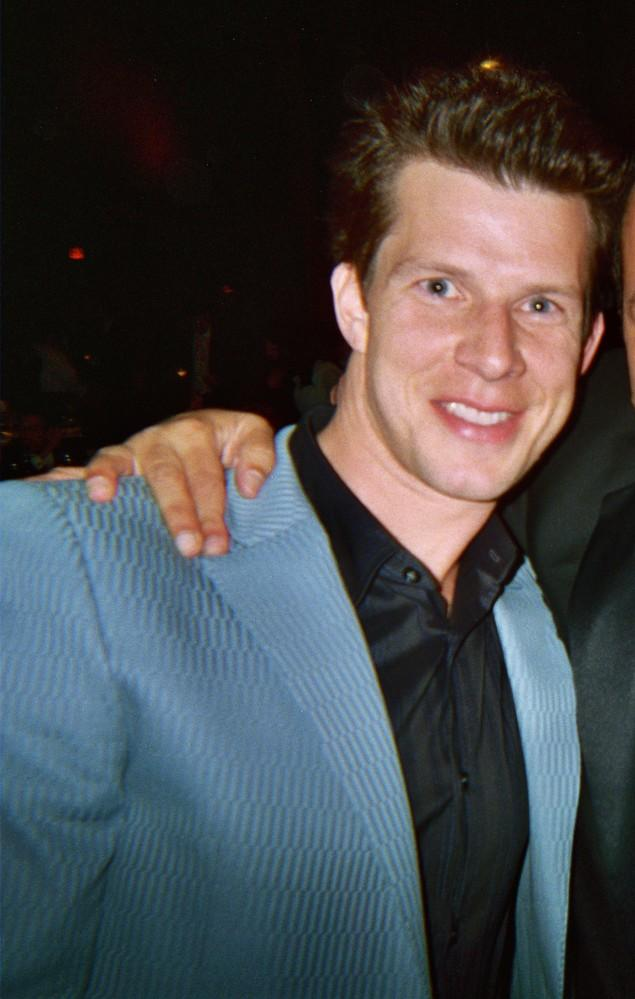
Eric Mabius interpreta Tim Haspel
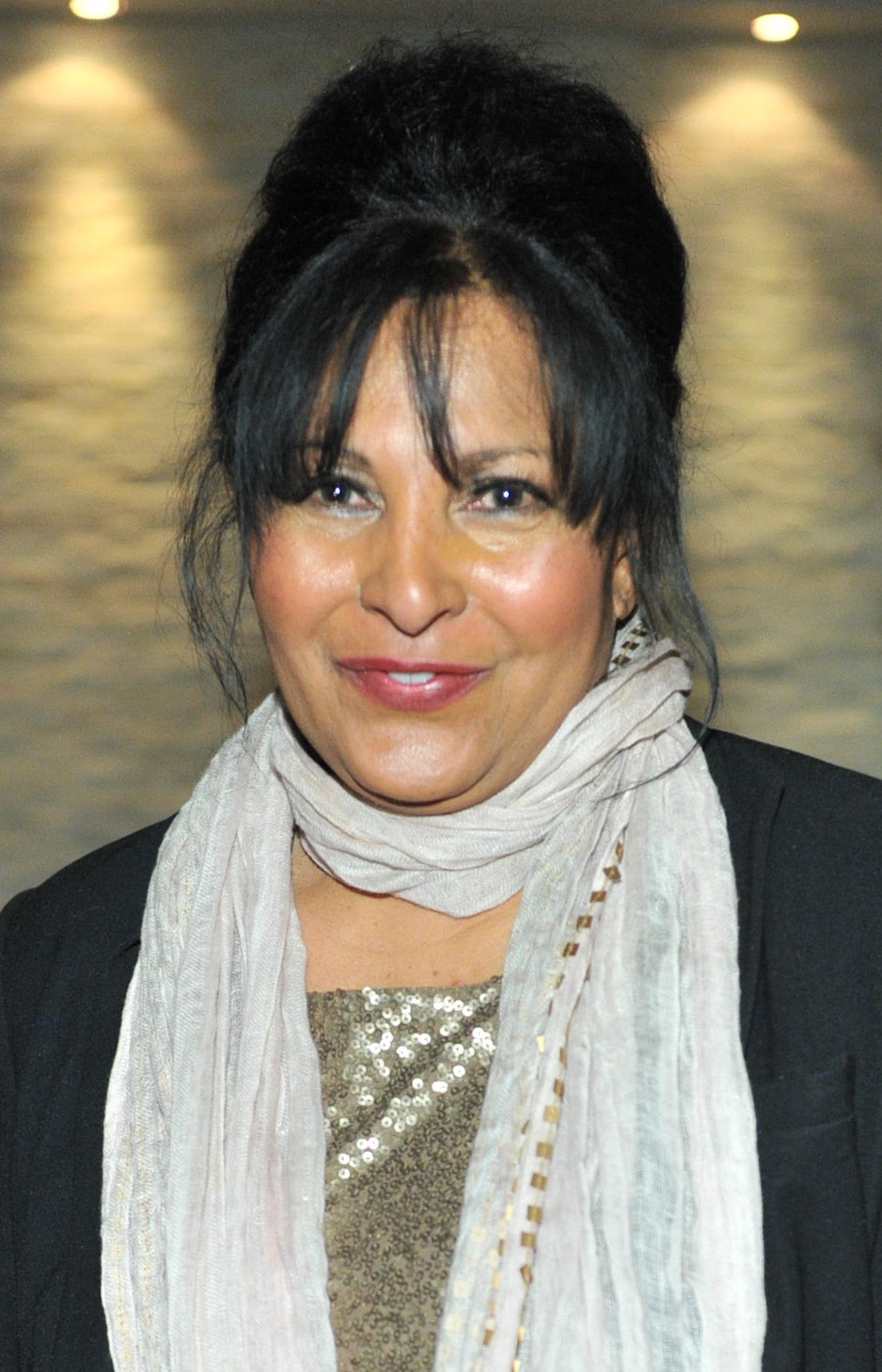
Pam Grier interpreta Kit Porter
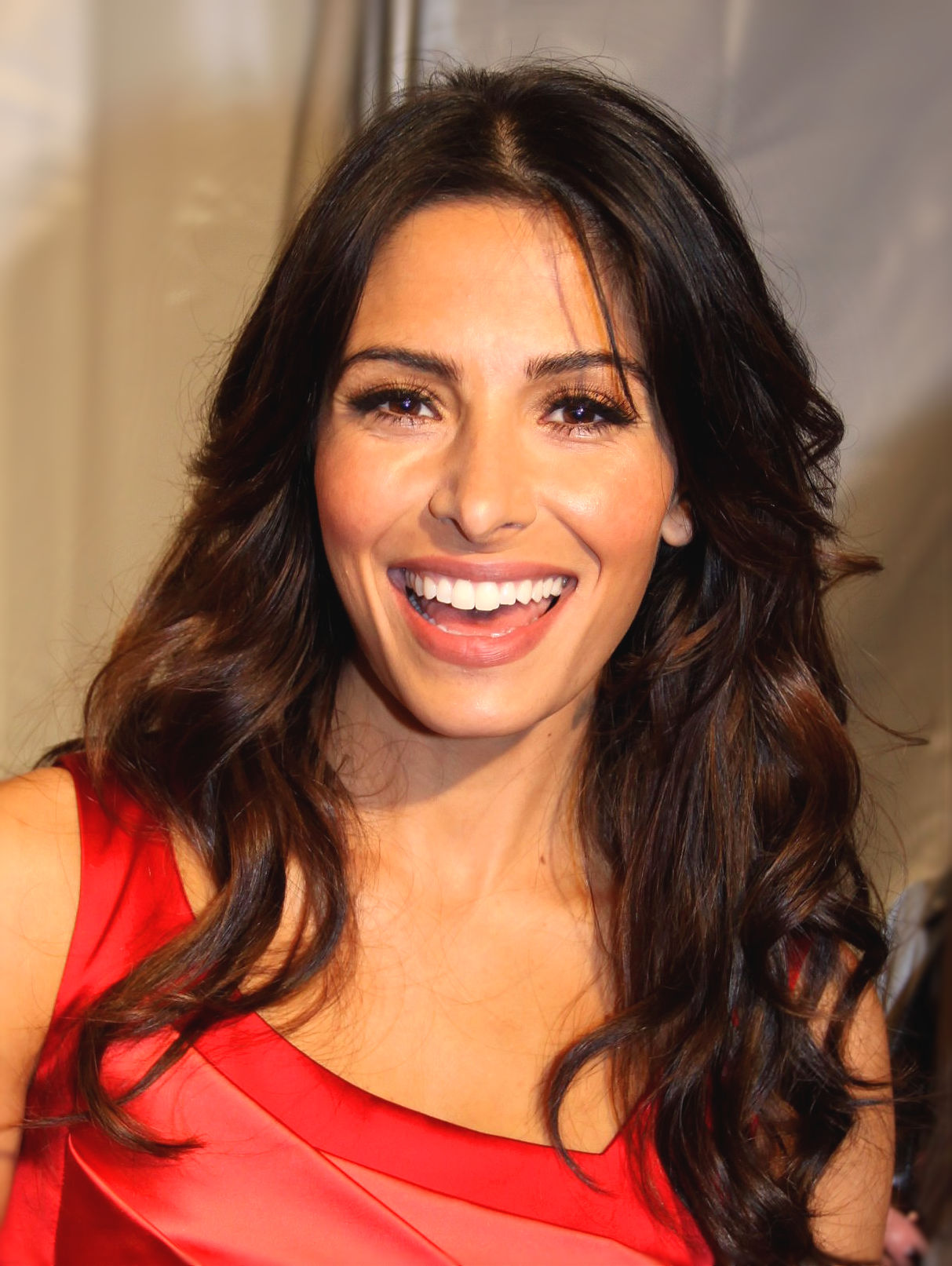
Sarah Shahi interpreta Carmen de la Pica Morales
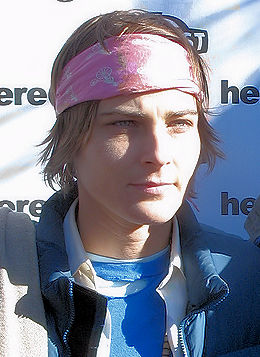
Daniel Sea interpreta Moira/Max Sweeney
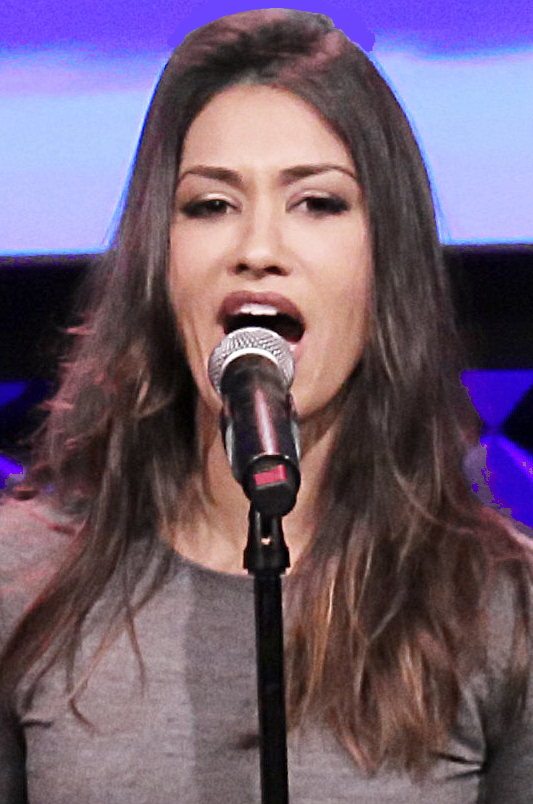
Janina Gavankar interpreta Papi
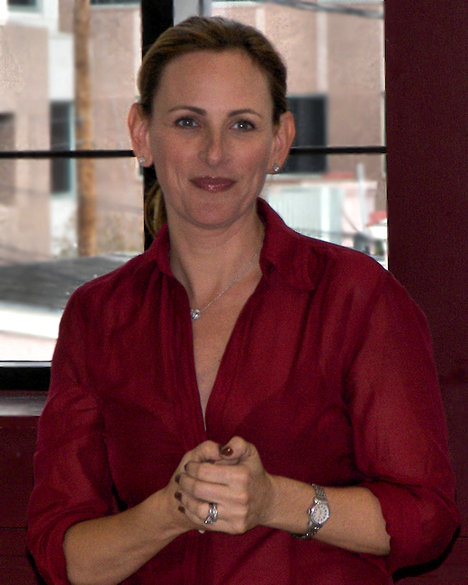
Marlee Matlin interpreta Jodi Lerner
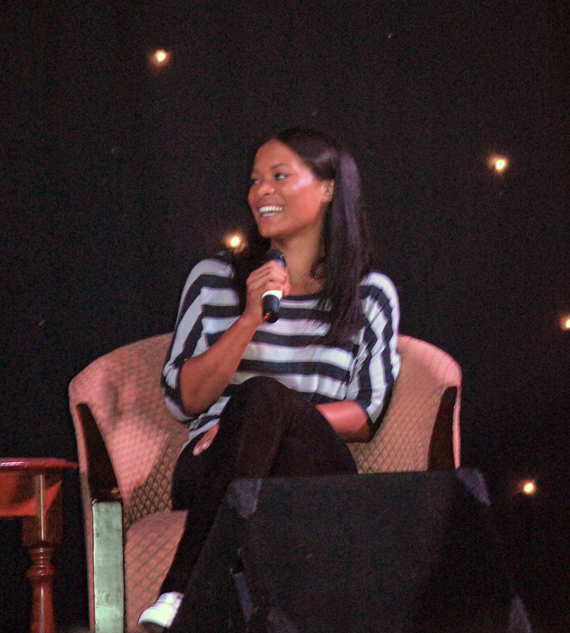
Rose Rollins interpreta Tasha Williams

## Riconoscimenti
- Emmy Awards
  - 2005 – Candidatura per il miglior attore ospite in una serie drammatica a Ossie Davis
- GLAAD Media Awards
  - 2005 – Candidatura per la miglior serie drammatica
  - 2006 – Miglior serie drammatica
  - 2007 – Candidatura per la miglior serie drammatica
  - 2008 – Candidatura per la miglior serie drammatica
  - 2009 – Candidatura per la miglior serie drammatica
  - 2009 – Riconoscimento Speciale
- NAACP Image Awards
  - 2005 – Candidatura per la miglior attrice non protagonista in una serie drammatica a Pam Grier
  - 2006 – Candidatura per la miglior attrice non protagonista in una serie drammatica a Pam Grier
  - 2007 – Candidatura per la miglior attrice in una serie drammatica a Jennifer Beals
  - 2008 – Candidatura per la miglior attrice in una serie drammatica a Jennifer Beals
  - 2008 – Candidatura per la miglior attrice non protagonista in una serie drammatica a Pam Grier
- Satellite Awards
  - 2005 – Candidatura per la miglior serie drammatica
  - 2005 – Miglior attrice in una serie drammatica a Laurel Holloman
  - 2005 – Candidatura per la miglior attrice in una serie drammatica a Jennifer Beals